# معالجة أحادية الدواء
المعالجة أحادية الدواء (بالإنجليزية: Monotherapy)‏ هي أي علاج يستخدم وحده ولأي غرض علاجي، لكن عادة ما يستخدم المصطلح لأي دواء منفرد يستخدم في العلاج.
من الطبيعي استخدام معالجة بدواء واحد لأجل أن يعطي معالجة كافية، لكن عادة ما تستخدم المعالجة أحادية الدواء لأجل تجنب الآثار الضائرة غير المرغوب فيها والتداخلات الدوائية الخطيرة.
نادرا ما تستخدم المعالجة أحادية الدواء في الكثير من الأمراض مثل الأيدز وأنواع كثيرة من السرطان. ومن الفوائد الأخرى لاستخدام علاج مركب هو تجنب مقاومة الدواء لأن العوامل المسببة للأمراض والأورام نادرا ما تستطيع مقاومة علاجات تستخدم سوية في وقت واحد.
ينصح بشدة تجنب المعالجة الأحادية بأدوية أرتيميسينين للملاريا لتجنب حدوث المقاومة تجاه العلاجات الجديدة.